# Ilse Schwipper
Ilse Schwipper (* 24. Juni 1937 in Berlin; † 27. September 2007 ebenda) war eine deutsche militante, anarchafeministische Kommunardin. Sie gründete in Wolfsburg die Kommune 3. Nach Brandstiftungen, einem Sprengstoffanschlag, einer versuchten Zugentgleisung sowie mehreren Einbrüchen wurde sie 1972 zu einer Freiheitsstrafe von drei Jahren verurteilt. Im Verfahren wegen ihrer Beteiligung am Mord an Ulrich Schmücker wurde sie 1976 zu lebenslanger Haft verurteilt, nach Revision wurde das Verfahren 1991 eingestellt.

## Leben

### Kindheit, Jugend und Ehe
Ilse Schwipper wurde als uneheliches Kind der Buchhalterin Clara Schwipper in Berlin geboren. Sie wuchs mit ihrer Mutter bei ihrer Großtante und ihrem Großonkel in Berlin-Adlershof auf. Der Großonkel Gustav war als Anarchist der Antifaschistischen Aktion im Widerstand gegen den Nationalsozialismus aktiv. 1944 lernte die Mutter Clara den Zigarrenfabrikanten Heinrich Henneke aus Helmstedt kennen und zog mit Ilse dorthin. Ilses Stiefvater hatte einen autoritären Charakter und war ein bekennender Parteigänger der NSDAP. Kurz vor Kriegsende zog die Familie in die nahegelegene Stadt des KdF-Wagens bei Fallersleben. Ilse schloss die Hauptschule ab und brach später die Handelsschule ab. Sie begann eine Bürolehre im Volkswagenwerk Wolfsburg und wurde wegen eines Fehlverhaltens im Büro anschließend als Arbeiterin beschäftigt. 1955 heiratete sie Helmut Bongartz, einen Kollegen. Sie bekam vier Kinder und wurde Hausfrau. Durch ihre Ehen trug sie zeitweise die Nachnamen Bongartz und Jandt und wurde von der Lokalpresse als Rote Ilse bezeichnet. Schwipper verstand sich als Anarcha-Feministin, war antifaschistisch und antiimperialistisch orientiert.

### Kommune K3
Anfang der 1960er Jahre wurde sie auf die schlechten Lebensbedingungen der italienischen Gastarbeiter des VW-Werks aufmerksam. Sie sammelte Unterschriften, verfasste Leserbriefe und engagierte sich darüber hinaus als Mutter in der Nachbarschaftsarbeit für Spielplätze. Der Tod ihrer ältesten Tochter 1968 mit zwölf Jahren als Folge einer Krankheit war für Ilse Schwipper das Signal, politisch aktiv zu werden. Sie engagierte sich bei den Jusos und trat 1969 in die SPD ein, obwohl sie sich nicht als Sozialdemokratin, sondern eher als Anarchistin fühlte. Kurze Zeit später wurde sie wegen einer Unterschriftensammlung für die DKP in Wolfsburg zusammen mit 18 anderen Jusos aus der SPD ausgeschlossen. Ihre Ehe zerbrach. 1970 gründete sie in der vorher ehelichen Wohnung in der Breslauer Straße in Wolfsburg die „Kommune K 3“ (bezugnehmend auf die Berliner Kommunen 1 und 2). Dazu gehörten neben ihr und ihren drei Kindern überwiegend jugendliche Mitbewohner. Als 34-Jährige galt sie unter den jüngeren Leuten als der „Kopf“.

### Festnahme 1971
Die Wolfsburger Kriminalpolizei ermittelte schon seit 1970 gegen die Bewohner der „Kommune K 3“ wegen des Verdachts auf verschiedene Straftaten. Nachdem im April und Mai 1971 in Wolfsburg mehrere Brandanschläge verübt worden waren, kam es am 10. Juni 1971 zu einem Großeinsatz der örtlichen Polizei. Betroffen waren auch die Bewohner einer weiteren Kommune in der Grauhorststraße, denen Einbrüche und Haschischhandel vorgeworfen wurden. Ilse Schwipper, damals Bongartz, und ihre acht Mitbewohner saßen bis zum Prozess 1972 in Untersuchungshaft. Bis auf sie und zwei Bewohner gestanden die Festgenommenen etliche Straftaten. Sie räumten eine Brandstiftung an einem Jugendtreff (der in einen Club mit Mitgliedsausweisen umgewandelt werden sollte), zwei Brandstiftungen an einer Wolfsburger Schule (wegen einer geplanten NPD-Veranstaltung), den Versuch, einen Güterzug mit VW-Neuwagen bei Fallersleben zum Entgleisen zu bringen, Beschädigungen von örtlichen Denkmälern (Porsche-Büste), die misslungene Sprengung des Vertriebenen-Denkmals, Bombendrohungen gegen die Polizei, das Rathaus und das Hotel Holiday Inn sowie mehrere Eigentumsdelikte (Autodiebstahl, Einbrüche) ein. Teilweise handelte es sich bei den Taten um Versuchshandlungen, bei denen der beabsichtigte Erfolg ausgeblieben war. Den Schaden durch die Straftaten bezifferte die Polizei auf mehrere hunderttausend DM. Ein Mitbewohner der Kommune führte die Polizei im Juli 1971 in ein Waldstück in Wolfsburg-Detmerode. Dort hatte er zwei Kleinkalibergewehre und mehrere hundert Schuss Munition vergraben, die aus einem Einbruch stammten.

### Verurteilung 1972
Der Prozess vor dem Landgericht Hildesheim gegen Ilse Schwipper und acht männliche Jugendliche dauerte sieben Wochen von Februar bis April 1972. Die lange Prozessdauer beruhte auch auf dem Widerruf der ursprünglichen Geständnisse. Die Presse betitelte die Gerichtsverhandlung nach der Angeklagten Ilse Schwipper, damals Bongartz, als „Bongartz-Prozess“. Die Anklage lautete auf eine vollendete und zwei versuchte Brandstiftungen, einen Sprengstoffanschlag, eine versuchte Zugentgleisung sowie zahlreiche Einbrüche. Aus Anlass der Verhandlung hatte sich ein „Initiativkreis zum K 3-Prozess“ gebildet. Laut dessen Flugblättern bestand das Verbrechen der Kommune K 3 in ihrer politischen Einstellung und Praxis mit der Unterstützung von Bundeswehr-Deserteuren, Häftlingen und flüchtigen Fürsorgezöglingen. Seitens der Staatsanwaltschaft wurde eine politische Auseinandersetzung im Prozess vollkommen in Abrede gestellt, es gehe um rein kriminelle Handlungen. Im Prozess verlas Ilse Schwipper eine Erklärung, wonach die Stadt Wolfsburg eine „nazistische“ Gründung und Ausdruck kapitalistischer Ausbeutung sei. Im Schlusswort forderte sie „Freispruch für die Kommune 3 und für das Leben“. Sie habe keine Straftaten begangen, sondern Kindern und Jugendlichen eine antiautoritäre Erziehung angedeihen lassen wollen. Das Gericht verurteilte sie zu einer Haftstrafe von drei Jahren, die die bereits seit 1971 Inhaftierte bis Ende 1973 in der Frauenhaftanstalt Vechta verbrachte. Die Mitangeklagten wurden nach dem Jugendstrafrecht beurteilt und erhielten Bewährungsstrafen. Im Prozess kam es mehrfach zu Turbulenzen seitens der Angeklagten und der Zuschauer, die ihre Sympathie äußerten. Er war durch strenge Sicherheitsvorkehrungen mit einem größeren Polizeiaufgebot begleitet.

### Entlassung und erneute Heirat

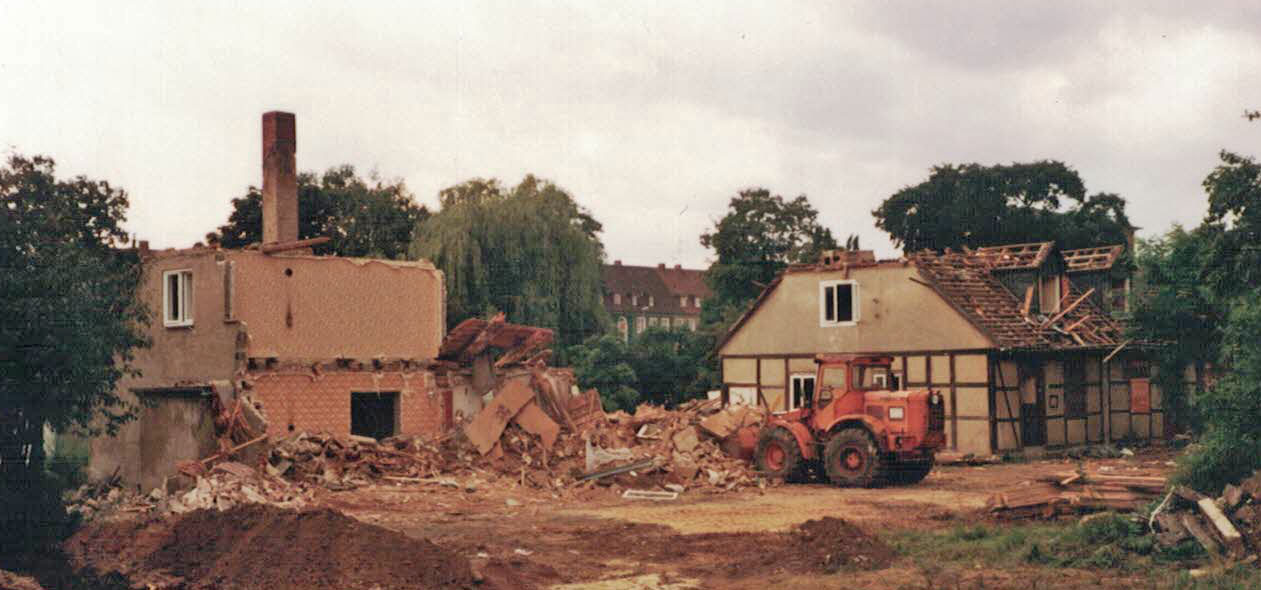
Die Gebäude in der ehemaligen Bäckergasse während des Abbruches 1985

Nach der Haftentlassung kehrte Ilse Schwipper nach Wolfsburg zurück. Sie gründete mit Jugendlichen ein weiteres Kommuneprojekt in einem älteren Bauernhaus in der Bäckergasse im historischen Stadtteil Wolfsburg-Heßlingen. Die Gruppe kontaktierte und sympathisierte mit der linksextremen Terrororganisation Bewegung 2. Juni. Dazu gehörte der in Berlin wohnende Götz Tilgener, mit dem Ilse Schwipper, damals noch Bongartz, von November 1973 bis April 1974 eine enge Beziehung hatte. 1973 lernte sie zudem in Hamburg in der Kommune des RAF-Terroristen Werner Hoppe Wolfgang Jandt kennen. Durch die Heirat trug sie ab 1973 den Namen Jandt. Die Ehe hielt nur einige Wochen. Danach machte sie 1974 in Berlin die Bekanntschaft mit Jürgen Bodeux, der ihr bereits während ihrer Haftzeit 1973 geschrieben hatte. Er lebte auch in ihrer Kommune in Wolfsburg-Heßlingen und wurde ebenfalls ihr Geliebter.

### Schmücker-Prozess und Haft
Ende 1973 machte Ilse Schwipper die Bekanntschaft des Berliner Studenten Ulrich Schmücker, der dem Umfeld der terroristischen Gruppe Bewegung 2. Juni angehörte. Er besuchte sie in Wolfsburg. Zu dieser Zeit galt Schmücker bereits als V-Mann des Berliner Verfassungsschutzes. Nachdem er im Juni 1974 in Berlin ermordet worden war, wurde Ilse Schwipper noch im gleichen Monat als Zeugin vorgeladen und, da sie Aussagen verweigerte, drei Wochen lang in Beugehaft genommen. Im August 1974 wurde sie in Darmstadt erneut wegen des Verdachts der Mitgliedschaft in einer kriminellen Vereinigung inhaftiert. Die anderen fünf Mitglieder ihrer Kommune in Heßlingen kamen ebenfalls in Haft. Alle wurden der Beteiligung an dem Mord verdächtigt. Einer der Verhafteten, Jürgen Bodeux, wurde zum Kronzeugen der Anklage. Aufgrund seiner Aussagen, unter anderem dass Schwipper und er den späteren Tatort ausgekundschaftet hätten, wurde gegen beide Anklage erhoben. Im Juni 1976 verurteilte das Gericht Schwipper und die Mitangeklagten im ersten Schmücker-Prozess wegen gemeinschaftlichen Mordes. Sie erhielt eine lebenslange Haftstrafe, die fünf anderen Angeklagten wurden zu Jugendstrafen verurteilt. Nur Bodeux nahm das Urteil an. Für Schwipper endete das Verfahren nach drei Revisionsverfahren erst 1991 mit der Verfahrenseinstellung, weil die Tat unter anderem wegen der Verwicklung des Verfassungsschutzes nicht mehr aufgeklärt werden konnte. Noch in der Untersuchungshaft heiratete Ilse den Krankenpfleger Jürgen Schwipper. Die Ehe wurde bald geschieden. Am 2. Mai 1982 wurde sie als haftunfähig entlassen. 2002 erklärte sie, dass sie ihre langjährige Haftzeit als „Weiße Folter“ angesehen hat. Gleichzeitig erklärte sie rückblickend, „dass die Politik der Stadtguerilla eine richtige war.“

## Veröffentlichungen
- Das Isolationszellensystem als wissenschaftliches Forschungsprojekt. in: Peter Nowak, Gülten Sesen, Martin Beckmann (Hrsg.): Bei lebendigem Leib. Von Stammheim zu den F-Typ-Zellen, Gefängnissystem und Gefangenenwiderstand in der Türkei. Unrast, Münster 2001.